# Advanced Intake Efficiency
Advanced Intake Efficiency, afgekort AIE, is een computersysteem van het motorfietsmerk Suzuki dat werd toegepast op de GSX-R-modellen vanaf 2001 en dat zorgt voor de aansturing van het injectiesysteem met als doel een betere verbranding, een betere gasreactie, hoger rendement, een betere koude start en minder uitstoot van schadelijke stoffen. 
AIE werkt samen met een ECM (Electronic Control Module). Hierin bevinden zich een CPU (Central Processing Unit), een 96 kilobyte ROM (Read Only Memory) een “input section” die gegevens over het toerental, de stand van de gaskleppen en de inlaatluchtdruk verzamelt, en een “output section”, die op basis van de informatie van de input section per carburateur een van de twee gaskleppen aanstuurt. De twee gaskleppen per cilinder worden SDTV (Suzuki Dual Throttle Valves) genoemd. De onderste klep wordt door de gaskabel bediend, de bovenste door de ECM, de computer dus.